# Société en nom collectif à responsabilité limitée
Une société en nom collectif à responsabilité limitée (SENCRL) ou un partenariat à responsabilité limitée est une forme de société en nom collectif pour laquelle la responsabilité civile des associés n'est pas engagée en cas de faute professionnelle d'un autre associé. Les associés demeurent responsable entre eux pour la responsabilité civile émanant de l'administration de la société.

## Canada

### Québec
Au Québec, la société en nom collectif à responsabilité limitée est régie par le Code des professions et par le Code civil du Québec.

## Royaume-Uni
Au Royaume-Uni, ce type d'entreprise est connu sous le nom de « Limited Liability Partnerships ».